# Экспедиция «Тяготение»
«Экспедиция „Тяготение“» (англ. Mission of Gravity) — научно-фантастический роман Хола Клемента, впервые опубликованный в 1953 г. в журнале Astounding Science Fiction (апрель-июль). Также в июньском номере журнала было напечатано приложение к роману — статья «Мир-волчок» (англ. Whirligig World), где автор подробно описал физические особенности планеты, на которой происходит действие книги. Первая книжная публикация вышла в 1954 году. Роман номинировался на ретроспективную премию Хьюго за 1954 год, на международную премию в фантастике I.F. (1955), и трижды номинировался журналом «Локус» (1975, 1987, 1998 гг.) как лучший роман.

## Художественная постановка
История происходит на вращающейся вокруг 61 Лебедя очень сплюснутой планете Месклин, притяжение на поверхности которой колеблется от 700 g на полюсах до 3 g на экваторе. История повествуется от лица одной из местных разумных форм жизни (месклиниты) и земного исследователя. Месклиниты имеют форму тела, как у гусениц, чтобы переносить огромную силу тяжести и боятся даже небольшой высоты (потому что при силе тяжести почти в 700 g падение с крошечной высоты приводит к смерти).

## Описание сюжета
Месклинит Барленнан — капитан торгового судна аборигенов, отправившегося к экватору. История начинается со вступления им в контакт с Чарлзом Лэклендом — исследователем с Земли, который с трудом может передвигаться в скафандре в зоне экватора. Он от лица исследовательской экспедиции просит, чтобы Барленнан помог узнать показания их научного зонда, отправленного к одному из полюсов планеты для изучения свойств огромной гравитации и застрявшего там. По пути корабль встречает и преодолевает различные препятствия, с некоторыми из которых люди могут помочь справиться (поддерживая связь с капитаном по радио), а некоторые Барленнану и его команде приходится преодолевать собственными силами.

## Отзывы
Редакторы Энтони Бучер и J. Francis McComas нашли роман «компактным и целостным, с большим количеством волнующих приключений» и охарактеризовали его как «великолепный образец научной фантастики, исполненный в лучшей манере из возможных».

## История публикаций на русском языке
В 1972 году издательством «Мир» сокращённый перевод романа был впервые издан в СССР. Переводил его известный писатель-фантаст А. Стругацкий под псевдонимом С. Бережков. Роман неоднократно переиздавался в том же переводе с начала 90-х годов и поныне. Суммарный тираж русскоязычных изданий — более 750 000 экземпляров (без учёта первой публикации, где тираж не указан).